# Pehlad Pur Bangar
Pehlad Pur Bangar è una suddivisione dell'India, classificata come census town, di 10.548 abitanti, situata nel distretto di Delhi Nord Ovest, nello territorio federato di Delhi. In base al numero di abitanti la città rientra nella classe IV (da 10.000 a 19.999 persone).

## Geografia fisica
La città è situata a 28° 45' 32 N e 77° 05' 13 E.

## Società

### Evoluzione demografica
Al censimento del 2001 la popolazione di Pehlad Pur Bangar assommava a 10.548 persone, delle quali 5.938 maschi e 4.610 femmine. I bambini di età inferiore o uguale ai sei anni assommavano a 1.758, dei quali 980 maschi e 778 femmine. Infine, coloro che erano in grado di saper almeno leggere e scrivere erano 7.271, dei quali 4.485 maschi e 2.786 femmine.